# USS Florida (SSGN-728)
Lo USS Florida (SSBN-728/SSGN-728) è il terzo sottomarino nucleare lanciamissili da crociera della classe Ohio prodotto per la marina militare degli Stati Uniti d'America. Inoltre è stato il sesto natante a portare il nome dello Stato della Florida.

## Costruzione e entrata in servizio
Il Florida è stato costruito dalla divisione Electric Boat della General Dynamics Corporation nei cantieri di Groton, in Connecticut, varato il 14 novembre 1981 e messo in servizio il 18 giugno 1983 con il capitano William L. Powell al comando della Blue Crew e il capitano George R. Sterner al comando della Gold Crew. Dopo che entrambi gli equipaggi ebbero terminato le proprie operazioni di organizzazione e dimostrazione, culminate con il lancio di un missile Trident C4, il Florida attraversò il Canale di Panama nel febbraio 1984 per poi recarsi nella base navale di Kitsap, nello Stato di Washington, dove arrivò il 25 marzo seguente. Da lì, il 25 luglio 1984, il Florida è salpato per il suo primo servizio di pattuglia di deterrenza strategica. Da allora, fino al novembre 2002, il Florida ha portato a termine 61 di tali servizi, vincendo il Battle Effectiveness Award in cinque occasioni - 1989, 1991, 1994, 1999 e 2002 - e il Marjorie Sterrett Battleship Fund Award nel 1991.

## Conversione a SSGN
Nato come SSBN, quindi come sottomarino nucleare lanciamissili balistici, nel luglio del 2003 il Florida è stato convertito in sottomarino nucleare lanciamissili da crociera presso i cantieri navali di Norfolk. Conseguentemente, il suo hull classification symbol (letteralmente "simbolo di classificazione di scafo") è passato da SSBN-728 a SSGN-728.
La conversione ha visto la modifica di 22 dei 24 tubi di lancio per i Trident D5 con l'inserimento di sistemi di lancio verticali (VLS) ed il riarmo di questi con sette missili BGM-109 Tomahawk, per un totale di 154 missili. I sistemi di lancio possono ospitare, all'occorrenza, anche missili da crociera supersonici e ipersonici di nuova generazione, missili balistici di media gittata (Submarine Launched Intermediate Range Ballistic Missiles, SLIRBM), aeromobili a pilotaggio remoto, missili decoy come gli ADM-160 MALD ed altri dispositivi utilizzati in missioni di sorveglianza e pattugliamento. I restanti due tubi sono invece stati modificati per permettere la fuoriuscita di sommozzatori mentre il battello si trova fermo ad una profondità non superiore ai trenta metri.

## Attività post-conversione
Nell'aprile 2006, il Florida ha fatto ritorno alla propria base di appoggio, la base navale di Kings Bay, in Georgia, completando il primo dei suoi viaggi post-conversione e tornando definitivamente in servizio attivo il 25 maggio 2006 con una cerimonia svoltasi alla base navale di Mayport.
Il 28 giugno 2010, il Florida è stato uno dei tre sottomarini di classe Ohio coinvolti nella risposta statunitense ai test missilistici effettuati dalla Cina nella parte del Mar Cinese Orientale attualmente contesa tra Cina e Giappone per lo sfruttamento dei giacimenti di gas naturale lì presenti. Quel giorno, il Florida solcò in emersione le acque del territorio britannico dell'Oceano Indiano, mentre contemporaneamente lo USS Ohio (SSGN-726) transitava nelle acque delle Filippine e lo USS Michigan (SSGN-727) in quelle della Corea del Sud.
Il 19 marzo 2011, il Florida, unico dei quattro SSGN di classe Ohio assegnato al pattugliamento del Mar Mediterraneo, prese parte all'Operazione Odyssey Dawn assieme ad altri sottomarini e navi da guerra statunitensi e britannici, lanciando 93 missili BGM-109 Tomahawk, di cui 90 con impatto positivo, contro i sistemi di difesa aerea libici. Quella che fu di fatto la prima azione di combattimento non solo del Florida, ma di qualunque altro sottomarino della classe Ohio, permise ai velivoli britannici, francesi e statunitensi di imporre una no-fly zone sui cieli della Libia, impedendo così all'aviazione di Muʿammar Gheddafi di attaccare le truppe ribelli.
Per la sua fondamentale partecipazione all'operazione Odyssey Dawn, il 15 febbraio 2013 l'equipaggio del Florida fu insignito del Navy Unit Commendation.
All'inizio di novembre 2023, in risposta a una fase di innalzamento della tensione tra Stati Uniti e Iran, il Florida è stato nuovamente inviato nel Mar Mediterraneo per poi dirigersi verso il Mar Rosso attraversando, in emersione, il Canale di Suez.